# 謎巢
《謎巢》（英語：Guardians of the Tomb）是一部澳洲與中國合拍的2018年科幻恐怖驚悚電影，由金波·藍道執導和編劇。主演是李冰冰、凱蘭·魯茲、凱爾塞·格拉瑪和吳尊。本片於2018年1月19日上映。

## 演員
- 李冰冰 飾 Jia
- 凱蘭·魯茲[3] 飾 Ridley
- 凱爾塞·格拉瑪 飾 Mason
- 吳尊 飾 Luke
- 史戴·道森（英语：Stef Dawson） 飾 Milly Piper
- 沙恩·雅各布森（英语：Shane Jacobson） 飾 Gary
- 萊恩·約翰遜（英语：Ryan Johnson (actor)） 飾 Ethan
- 傑森·喬（英语：Jason Chong） 飾 Chen Xu

## 外部連結
- 互联网电影数据库（IMDb）上《謎巢》的资料（英文）
- AllMovie上《7 Guardians of the Tomb》的资料（英文）
- 爛番茄上《7 Guardians of the Tomb（页面存档备份，存于）》的资料（英文）